# Bóreas (pintura)
Bóreas, é uma pintura a óleo sobre tela criada em 1903 por John William Waterhouse. A pintura foi intitulada de Bóreas em representação do deus grego que personifica o vento norte e mostra uma jovem adejada pelo vento. Bóreas foi colocado à venda em meados de 1990, quando descoberto, após ter sido perdido há cerca de 90 anos - ocorrência esta que causou grande impacto na comunidade artística. A obra atingiu o valor recorde para Waterhouse, e nesse período, valeria 848 500 libras (1.293.962 dólares norte-americanos).
| “ | "Nos drapeados esvoaçantes de cor ardósia e azul, uma rapariga passa por uma paisagem primaveril destacada por flores cor-de-rosa e narcisos". | ” |